# Badumna maculata
Espèce
Synonymes
- Aphyctoschaema maculata Rainbow, 1916

Badumna maculata est une espèce d'araignées aranéomorphes de la famille des Desidae.

## Distribution
Cette espèce est endémique du Queensland en Australie. Elle se rencontre vers Gordonvale.

## Description
La carapace de la femelle holotype mesure 1,5 mm sur 1 mm et l'abdomen 2,4 mm sur 1,5 mm.

## Publication originale
- Rainbow, 1916 : Arachnida from northern Queensland. Records of the Australian Museum, vol. 11, no 3, p. 33-64 & 79-119 (texte intégral).